# محوطه تاریخی کهک
محوطه تاریخی کهک مربوط به دوره تاریخی است و در شهرستان داورزن، ۵۰۰ متری روستای کهک واقع شده و این اثر در تاریخ ۲۴ اسفند ۱۳۸۴ با شمارهٔ ثبت ۱۵۲۶۵ به‌عنوان یکی از آثار ملی ایران به ثبت رسیده‌است.